# Crazy World (Scorpions-Album)
Crazy World (englisch für „Verrückte Welt“) ist das elfte Studioalbum der deutschen Hard-Rock-Band Scorpions, das Ende des Jahres 1990 erschien. Der kommerzielle Erfolg des Albums wurde größtenteils durch den Welthit Wind of Change erzielt, der als sogenannte „Hymne der Wende“ bezeichnet wird. Es handelt sich um das letzte Album der Band, das in der „klassischen“ Besetzung der Scorpions aufgenommen wurde, bevor der Bassist Francis Buchholz im Mai 1992 die Band verließ.

## Entstehung

### Produktion
Mit Crazy World war die Band erstmals seit dem 1974 aufgenommenen Album Fly to the Rainbow selbst für die Produktion eines Albums verantwortlich. Nach einer im Folgejahr begonnenen langjährigen Zusammenarbeit mit Dieter Dierks gingen der Produzent und die Gruppe nach den Aufnahmen des Vorgängeralbums Savage Amusement Ende der 1980er-Jahre nach einem ausgelaufenen Vertrag getrennte Wege. Nach dieser im beidseitigen Einverständnis vollzogenen Trennung fühlten sich die Scorpions bei der Produktion von Crazy World laut Klaus Meine „wie Vögel, die man aus dem Käfig lässt“.
Die Band verfolgte nun das Ziel, zu beweisen, dass sie auch ohne Dierks weiterhin Erfolg haben können. Die Scorpions fragten bei dem Produzenten Bruce Fairbairn (Bon Jovi, Def Leppard) an, ihr geplantes Album zu produziere, doch dieser war durch Arbeit mit den Bands Poison, Europe und AC/DC zeitlich verhindert. Er erklärte sich allerdings später bereit, die Produktion des Nachfolgers Face the Heat (1993) zu übernehmen. Über Fairbairn kam schließlich der Kontakt zu dem Produzenten Keith Olsen zustande, der bereits mit Bands wie Foreigner und Whitesnake zusammengearbeitet hatte und sich an der Produktion beteiligte. Olsen kritisierte die in „radebrechendem“ Englisch verfassten Texte der Scorpions und schickte die Band zunächst nach Vancouver zu dem Songwriter Jim Vallance, der für einige der Musikstücke auf Crazy World mitverantwortlich ist. Das Album wurde hauptsächlich in den Goodnight L.A. Studios in Los Angeles (Kalifornien, USA) sowie auch in den Wisseloord Studios in Hilversum (Niederlande) aufgenommen. Das Album wurde mit dem Trident-DI-AN-System mit SSL-Pulten und D.A.S.H.-Formatrekordern digital aufgenommen und gemischt. Die Produktion kostete anderthalb Millionen Deutsche Mark.

### Namensgebung

US-Präsident George Bush inspirierte die Band zum Titel Crazy World.

Lange Zeit während der Entstehungsphase des Albums sollte dieses den Titel Restless Night erhalten. Gegen Ende der Studioarbeiten sah Schlagzeuger Herman Rarebell im US-amerikanischen Fernsehen jedoch eine Rede des damaligen US-Präsidenten George H. W. Bush. Darin sprach jener den Satz aus: „You have to realize, we live in a crazy world!“ (zu deutsch: „Ihr müsst einsehen, dass wir in einer verrückten Welt leben“). Rarebell erkannte das Potential der letzten beiden Wörter Bushs und setzte schließlich den Titel Crazy World für das Album durch. In einem Interview mit der Saarbrücker Zeitung im Jahr 1991 merkte er später an: „Die politische Entwicklung in Deutschland und Europa ist verrückt – a crazy world. Vor zwei Jahren hätte wohl kaum einer geglaubt, dass die Mauer fallen und Deutschland wiedervereinigt würde.“

## Musikalische Merkmale

### Musikstil
Da sich bei der Produktion von Crazy World einige Gegebenheiten des Vorgängeralbums Savage Amusement (1988) und auch anderer Alben erübrigt hatten, so hat sich auf diesem Album auch der Klang der Gruppe gegenüber seinen Vorgängern hörbar weiterentwickelt. Durch die Trennung von ihrem langjährigen Produzenten Dieter Dierks, der für die Produktion aller Scorpions-Alben von Mitte der Siebziger-Jahre bis zum Ende der 1980er-Jahre verantwortlich war und damit auch entscheidend die musikalische Entwicklung der Band entscheidend beeinflusst hat und durch den amerikanischen Produzenten Keith Olsen ersetzt, übte damit erstmals in der Geschichte der Scorpions ein Produzent direkten internationalen Einfluss auf die Musik der Band aus. Dieser überträgt sich zusätzlich auch durch die Zusammenarbeit mit dem Kanadier Jim Vallance, der die Mitglieder beim Schreiben ihrer Songs unterstützte. Folglich sind zahlreiche Texte dieses Albums von typisch-amerikanischen Redewendungen und Ausdrücken geprägt.
Der grundlegende Musikstil der Band hat sich nicht erheblich gegenüber seinen Vorgängern verändert. Wie gewohnt stehen Rudolf Schenkers Rhythmusgitarren im Einklang mit der meist virtuosen Leadgitarren-Führung von Matthias Jabs, der auch hier, wie beim Lied Media Overkill vom Vorgängeralbum Savage Amusement, auf Money and Fame die Talkbox spielt. Dazu kommt der Bass von Francis Buchholz und das gegenüber älteren Scorpions-Aufnahmen nun wesentlich druckvoller produzierte Schlagzeug von Herman Rarebell. Insgesamt klingen die Lieder auf Crazy World etwas „frischer“ und zeitgemäßer und auch die Songstrukturen sind etwas anders aufgestellt als bei den früheren Alben. Handelte es sich bei den zumeist acht oder neun Stücken der vorherigen Alben meistens um etwa vier Minuten lange Songs, so werden die Lieder auf Crazy World etwas „ausgiebiger“ gespielt (mehr Wiederholungen von Refrains, längere Soli), im Durchschnitt geht jeder Song auf dem Album knappe fünf Minuten. Insgesamt klingen die Songs im Vergleich zum Nachfolger Face the Heat, auf dem sich die Band auf viele Experimente eingelassen hat, stilistisch gesehen recht ähnlich, womit die elf Titel „wie aus einem Guss“ wirken.

### Liedtexte
Die erstmalige internationale Unterstützung, welche die Band durch den Songwriter Jim Vallance (Aerosmith, Bryan Adams) über die Vermittlung durch den Produzenten Olsen erfuhr, macht sich auf einigen der Texte bemerkbar. Im Vergleich zu früheren Texten, die hauptsächlich vom Sänger Klaus Meine geschrieben wurden, enthalten sie neben dem teils etwas internationaleren Formulierungsstil einige amerikanische Slang-Ausdrücke und -formulierungen, die man bislang bei den Liedern der Scorpions eher vergebens suchte, wobei auch einige Songs der früheren Uli-Jon-Roth-Jahre, die der ehemalige Gitarrist der Band selbst schrieb, durchaus von internationaler Sprache zeugten. Lediglich auf die Songs To Be with You in Heaven, Wind of Change, Money and Fame und Send Me an Angel, an denen Vallance nicht mitwirkte, trifft dies nicht zu. Viele Texte handeln (mehr oder weniger) von sexuellen Aktivitäten (Tease Me Please Me) oder auch von „ruhelosen Nächten“ im Stile eines Rockstars (Restless Nights).
Als wichtigster Autor des Albums erwies sich jedoch der Sänger Klaus Meine: Er verarbeitete Erlebnisse, die die Band beim Moscow Peace Festival im Sommer 1989 hatte, in dem in Europa erfolgreichsten Song des Albums: Wind of Change. Meine schrieb hierzu nicht nur den Text, sondern komponierte zusätzlich auch erstmals bei einem Scorpions-Song die Musik. Der Gitarrist und Bandgründer Rudolf Schenker, der die meisten aller Scorpions-Kompositionen schrieb, war sich anfangs (u. a. aufgrund des Pfeifens im Lied) nicht sicher, ob dieser Song veröffentlicht werden sollte. Die amerikanische Plattenfirma meldete sich sogar telefonisch bei dem Bassisten Francis Buchholz und bat ihn, auf Meine einzuwirken, dass auf das Pfeifen verzichtet würde. Dies führte dann zu einer erheblichen Störung der Zusammenarbeit zwischen Meine und Buchholz, die mit der Trennung von Buchholz und der Band 1992 endete. Heute gilt das Lied jedoch als fester Bestandteil der Popkultur und ist als erfolgreichste Single des Jahres 1991 (Nummer 1 in elf Ländern) beachtlich am Erfolg des gesamten Albums beteiligt. Wind of Change blieb nicht Meines letzter alleine komponierter Song für die Scorpions.

## Cover und Gestaltung
Auf dem Frontcover des Albums ist zunächst ein rechtsbündiger schwarz/weißer Schriftzug mit dem Bandnamen (obere Zeile) und dem Albumtitel (untere Zeile) zu sehen. Darunter befindet sich auf der linken Seite eine weibliche Hand (man beachte die etwas längeren Fingernägel), die einen Schlüssel in ein Schlüsselloch hineinsteckt. Das Schlüsselloch mit dem dazugehörigen Türenausschnitt ist dabei von der Seitenansicht zu sehen. Daneben, also hinter dem Türschloss, befindet sich ganz rechts eine Fläche von ungefähr einem Viertel des Gesamtcovers, welche mit einer weiteren zur Hälfte geöffneten Tür ausgefüllt ist. Dabei ist zu erkennen, dass sich hinter dieser Tür eine Landschaft befindet, da man einen blauen Himmel und einen großen Baum dahinter erkennen kann. Dieser Bildausschnitt hebt sich von dem gesamten Rest des Covers, welches größtenteils gräulich und nicht besonders farbenfroh gestaltet ist, deutlich ab. Im Hintergrund der rechten Tür ist eine trübe Stadtlandschaft abgebildet, welche sich von dem, was sich hinter der Tür befindet, negativ abhebt.
Auf dem Backcover des Albums ist neben der Titelliste und den bekannten Schriftformen der Plattenfirmen ein Schlüsselloch zu sehen. In diesem Schlüsselloch ist das linke Auge sowie ein Teil des Mundes der Frau zu erkennen, die auf dem vorderen Cover auch den Schlüssel in der Hand hält. Auf dem sogenannten Inside-Cover des Albums, welches auf der linken Seite neben dem Tonträger selbst beim Öffnen der Hülle zu sehen ist, sind hinter der bereits erwähnten grauen Stadtlandschaft insgesamt sieben Türen mit der ebenfalls bekannten Landschaft mit den Bäumen zu erkennen. Neben der größten Tür auf der linken Seite werden die Türen dabei, umso weiter man nach rechts blickt, immer kleiner. Über den Türen ist auch ein etwas bewölkter Himmel zu sehen. Dieser Teil des Covers ist wie auch das Front- und das Backcover hauptsächlich in einem Grauton gehalten.
Die CD selbst zeigt mit schwarzer Schrift auf weißem Hintergrund auf der oberen Seite das auch auf dem Frontcover verwendete Logo mit Interpret und Albumtitel. Darüber befindet sich das Logo der Plattenfirma „Mercury Records“. Auf der unteren Seite der CD ist die Titelliste inklusive der Spiellängen der jeweiligen Lieder abgebildet. Diese wurde zwischen Titel 6 und Titel 7 auf den beiden Seiten (obere und untere CD-Hälfte) getrennt. Unter der Titelliste befinden sich die auch die auf dem Backcover abgebildeten üblichen Logos. Das ganz in weiß gehaltene Booklet enthält in schwarzer Schrift die elf Songtexte der einzelnen Lieder sowie ein von Ross Halfin fotografiertes Schwarz/weiß-Foto der Gruppe.
Im Booklet richtet die Band u. a. auch eine Danksagung an Jim Vallance mit den übersetzten Worten: „Besonderen Dank an Jim Vallance für seine unbezahlbare Hilfe während des kreativen Prozesses“ (übersetzt). Zum Schluss der Danksagungen heißt es in dem CD-Booklet: „Wir hoffen ihr habt so viel Freude beim zuhören wie wir bei den Aufnahmen. Danke an Keith, Erwin und Shay!... Ihr Jungs seit großartig!“ (übersetzt).
Ursprünglich war der deutsche Maler Sebastian Krüger beauftragt worden, eine Karikatur der Bandmitglieder für das Album-Cover zu malen. Auf Sebastian Krüger war die Rockgruppe aufmerksam geworden durch diverse Illustrationen der Rolling Stones in einer Ausgabe der Illustrierten Stern. Während des Entstehungsprozesses des Gemäldes besuchten die Scorpions den Maler in seinem kleinen Wohnungsatelier und versuchten, ihm Verbesserungsvorschläge zu machen, was zum Beispiel die Größe einer Nase und der körperliche Umfang der Figuren betraf. Im Gegenzug durfte Krüger die Rock-Band in einem Tonstudio in Amsterdam besuchen, als die Scorpions den Song Tease Me Please Me für das Album Crazy World aufnahmen. In Bezug auf die Auftragsarbeit lehnte jedoch die Plattenfirma das fertige Resultat ab mit der Begründung, der Wiedererkennungswert der einzelnen Bandmitglieder sei bis auf Gitarrist Rudolf Schenker nicht groß genug, um das Gemälde als Album-Cover zu verwenden.

## Tournee und Konzertverwertung

### Tournee
Die anschließende Crazy World Tour 1990–1991 begann mit einem Konzert in der italienischen Stadt Florenz am 25. November 1990, fast drei Wochen nach Erscheinen des Albums. Die insgesamt fast 150 Konzerte umfassende und ein Jahr andauernde Tournee führte sie unter anderem in Städte wie Budapest (Ungarn), Paris (Frankreich), Helsinki (Finnland), Kopenhagen (Dänemark) und Stockholm (Schweden). Außerdem spielten sie auch zwei Konzerte in der Londoner Wembley Arena, wo bereits Bands wie Genesis, Queen und ABBA aufgetreten sind. In Nordamerika traten sie bei 92 Konzerten auf, dieser Teil der Tournee begann am 20. Februar 1991 in Albuquerque und führte die Band einmal quer durch die Großen Hallen der USA und von Kanada. In Los Angeles spielten sie außerdem zwei Konzerte im Forum, die Band Motörhead trat bei diesen beiden Konzerten als Vorband auf. Das letzte Konzert der Nordamerikatournee fand am 28. Juli 1991 in der kanadischen Stadt Bristol statt. Die Tour beinhaltete insgesamt auch 15 Konzerte in Deutschland, zwei davon fanden in der Deutschlandhalle in Berlin statt, weitere Auftritte folgten in Dortmund (Westfalenhalle), Mannheim, Münster, Nürnberg, Kassel, München (Olympiahalle), Stuttgart, Saarbrücken und Oldenburg. Das letzte Konzert der Tour fand ebenfalls in Deutschland, am 5. November 1991 in der Frankfurter Festhalle, statt. Als Vorgruppen dienten u. a. Mr. Big, Winger und Trixter. Die Auftritte in Berlin wurden mitgeschnitten und als VHS veröffentlicht. Ein Großteil dieses Mitschnittes ist außerdem auch auf der DVD A Savage Crazy World enthalten.

### Folgende Liveauftritte
Während der Crazy World Tour 1990–1991 spielten die Scorpions bis auf wenige Ausnahmen alle Songs aus diesem Album live. Dies änderte sich jedoch schon bei der darauffolgenden Face the Heat Tour 1993–1994, wo sich lediglich Hit Between the Eyes, Don’t Believe Her und ihre Powerballade Wind of Change als festerer Bestandteil ihrer Konzerte aus Crazy World behaupten konnten. Im Laufe der Jahre und der zahlreichen Tourneen der Band, die später folgten, blieb schließlich nur noch Wind of Change wirklich dauerhaft aus diesem Album ein Bestandteil der Setlist auf ihren Konzerten. Es wird zumeist nach Still Loving You und vor dem Abschlusssong Rock You Like a Hurricane zum Besten gegeben. Auf jüngeren Tourneen jedoch wurden wieder mehrere Songs aus diesem Album live präsentiert: So spielten sie im Jahr 2006 als Headliner beim Wacken Open Air Festival zahlreiche Songs, die zuvor von ihren Fans im Internet ausgewählt wurden. Darunter befanden sich zwar Don’t Believe Her und Tease Me Please Me, doch Wind of Change wurde hierbei wiederum nicht berücksichtigt. Auf der Humanity World Tour 2007–2009 fanden sogar noch mehrere Songs aus dem Album wieder ihren Weg auf die Setlist: So wurden hier die Lieder Tease Me Please Me, Don’t Belive Her, Wind of Change, Hit Between the Eyes und Send Me an Angel live gespielt, letzterer zumeist in einer an Acoustica angelegten Akustikversion. Bei dieser Tournee griffen sie auch von mehreren ihrer Alben auf lange nicht mehr gespielte Songs zurück. Auf der Setlist ihrer Get-Your-Sting-and Blackout-Abschiedstournee (später auch Final-Sting-Tournee benannt) stehen aus dem Crazy World-Album die Lieder Tease Me Please Me, Send Me an Angel sowie das Lied Wind of Change im Zugabenteil.

## Inhalt und Titelliste

### Tease Me Please Me
Dieser Song fungierte sowohl als Eröffnungstitel des Albums als auch als damalige Vorab-Single, welche im Herbst 1990 erschien, als Einführung zu dem Album. Die Single enthielt das zur Veröffentlichung noch nicht bekannte Kicks After Six als B-Seite. Zu Tease Me Please Me drehte die Band auch ein Musikvideo, welches sie hauptsächlich wild spielend in einer Tiefgarage zeigt. Der Gag daran ist, dass die Garage einem Liebespaar gehört und man zu Beginn des Videos den Mann sieht, wie er sich von seiner jüngeren Freundin verabschiedet und zur Arbeit geht. Kurz darauf erscheint die Band mit ihren Musikinstrumenten im Gepäck. Als der Mann am Abend zurückkommt, gibt die Frau die Band als Handwerker aus und meint zu ihm, sie müssten morgen noch einmal erscheinen, sie leisten jedoch gute „Arbeit“. Der Song erreichte Platz 8 der US-Mainstream-Rock-Charts. Durch seinen wuchtigen und einprägsamen Gitarren-Riff und den hymnenartigen Refrain kann das Lied als typischer Eingangstitel eines Scorpions-Albums gesehen werden. Das Lied selbst erzählt die Geschichte eines „wilden“ Mannes, der schon viele Mädchen kennen gelernt hat und oftmals auch mit ihnen Geschlechtsverkehr hatte – dies wird im Text selber jedoch eher „umschrieben“. So sagt bereits der Songtitel aus, dass das Mädchen den Mann „quälen“ („tease“) soll, um ihn zu „befriedigen“ („please“).

### Don’t Believe Her
Don’t Believe Her wurde als zweite Single aus dem Album ausgekoppelt und erreichte Platz 13 der US-Mainstream-Rock-Charts. Die Single erschien mit den Live-Aufnahmen der Songs Big City Nights und Holiday eines Konzertes in Moskau sowie erneut dem Song Kicks After Six als B-Seite. Zwar wurde auch zu diesem Song ein Musikvideo veröffentlicht, dabei handelt es sich jedoch lediglich um eine Live-Aufnahme mit Studio-Synchronisation. Der Song handelt von einer gewissenlosen und niederträchtigen Frau, die Männern „den Himmel auf Erden“ (heaven on earth) verspricht und sie hinter ihrem Rücken betrügt. Diese Erfahrung hat auch der Erzähler gemacht und möchte in diesem Liedtext seinen Freund warnen, nicht auch denselben Fehler zu machen und ihr nichts zu glauben, was sie sagt („don't believe her“). Weiterhin wird die Frau in dem Text unter anderem als geisteskrank („insane“) und als „Aufmerksamkeitserreger“ („teaser“) beschrieben.

### To Be with You in Heaven
Dieser Song gehört zu den wenigen „klassischen“ Scorpions-Songs auf dem Album, die ohne den Einfluss von Jim Vallance entstanden und damit frei von amerikanischem Slang sind. Der Text handelt von einem Mann, der hoffnungslos in eine Frau verliebt ist, die seine Liebe jedoch nicht erwidert. Der Erzähler zählt in den Strophen zahlreiche Dinge auf, die sie ihm antun kann. Dazu zählen u. a. das abschmettern („shoot me down“) und Wegwerfen seiner Liebe („trash our love“) sowie das Zertrümmern seines Herzens („smash my heart“) und das verschwenden seiner Zeit („waste my time“). All diese Dinge können nichts an den Gefühlen des Mannes („you can't change my mind“) und dem damit verbundenen Wunsch, mit der Frau im Himmel zu leben („to be with you in heaven“) ändern. Er würde auch durch die dunkelste Hölle gehen („I would go through the darkest hell“), damit sich sein Traum erfüllen würde, auch wenn die Gefühle der Frau unverändert bleiben würden. Seine würden sich jedoch auch dort nicht ändern, da es im Himmel keine Heilung gibt, die Liebe außer Gefecht setzen kann („there's no cure for love that kills“).

CD-Aufdruck der Maxi-Single Wind of Change

### Wind of Change
Wind of Change, die erste von zwei Balladen dieses Albums, ist der erfolgreichste Single-Hit der Band. Sänger Klaus Meine schrieb dieses Lied nach der Inspiration, die er und die Band beim Moscow-Music-Peace-Festival-Konzert am 12. und 13. August 1989 gesammelt hatten. Dieses Konzert fand im Moskauer Olympia-Stadion statt und wurde mit 260.000 Zuschauern besucht. Laut Klaus Meine war der Moment, als so viele russische Staatsbürger zusammen mit einer deutschen Band Still Loving You mitsangen, der entscheidende Augenblick, der ihn zum im September 1989 geschriebenen Song inspirierte. Später feierte das Lied durch Ereignisse wie dem Fall der Berliner Mauer und dem Beenden des Kalten Krieges großen Erfolg. Der Song war in elf Ländern auf Platz eins in den Charts gelistet und ist mit 14 Millionen verkauften Singles die erfolgreichste Single des Jahres 1991. In den USA wurde er dagegen kaum im Radio gespielt. Erst durch die errungene Beliebtheit dieses Liedes erwies sich ihr Album Crazy World als großer Erfolg und erlangte zeitgleich mit Wind of Change die vorderen Plätze der Albumcharts zahlreicher Länder. Nach dem russischen Überfall auf die Ukraine 2022 wurde der Text verändert.

### Restless Nights
Hierbei handelt es sich um das längste Stück dieses Albums, es enthält einen gewaltigen, Scorpions-typischen Powerchord-Riff, der von einem sich häufig wiederholenden Refrain unterstützt wird. Er handelt von wilden und aufregenden bzw. ruhelosen Nächten („restless nights“) in Orten wie Tokio („die hard in Tokyo“), Dallas („hot shot in Dallas“) und Paris („big time in Paris“). Als B-Seite der Erfolgssingle Wind of Change verkaufte sich der Song allein auf der Single weltweit 14 Millionen Mal.

### Lust or Love
In dem Text dieses Liedes dreht es sich, wie bereits der Titel verrät, um die Frage: „Lust oder Liebe?“. Die beschriebene Person ist auf der Suche nach einer Liebe, die für immer hält („searchin' for love that lasts forever“). Dabei kann er nicht zwischen einem Lustgefühl und dem Gefühl des Verliebtseins unterscheiden. Er spürt jedoch etwas, von dem er nicht genug bekommen kann („I can't get enough“). Nun ist er auf der Suche nach jemandem, dem er trauen kann („who can I trust“), das heißt eine Frau zu finden, die ihn nicht nur durch seinen männlichen Antrieb gefällt, sondern die für ihn diejenige ist, mit der er seine Liebe teilen möchte. Die eigentliche Frage dieses Liedes wird jedoch nicht beantwortet, doch die Textzeile Still looking for more, it's never enough deutet darauf hin, dass es die Lust ist, die ihn stets antreibt und er sich deshalb möglicherweise nicht im „klassischen“ Sinne verlieben kann, da ihm dazu einfach zu viele gefallen und er sich nicht auf eine bestimmte Frau festlegen kann.

### Kicks After Six
Obwohl dieses Lied nie als eigenständige Single ausgekoppelt worden ist, so ist es zumindest auf zwei Singles (Tease Me Please Me, Don’t Believe Her) als B-Seite erschienen. Es handelt von einer Frau, die sieben Tage die Woche in einer Justizvollzugsanstalt arbeitet und dort zwischen 9 und 17 Uhr Sklave der „Krawatte und des Anzugs“ (also ihres Chefs) ist und nach 18:00 Uhr („after six“) ihre kicks, also die eigentlichen Freuden des Lebens, erfährt.

### Hit Between the Eyes
Dieser Song wurde als fünfte und letzte Single aus dem Album ausgekoppelt. Die Single enthielt neben der Album-Version auch eine Live-Version des Titels. Auf einigen Versionen der Single war zusätzlich das von Trevor Jones stammende Stück Alex Julie's Love Theme vertreten. Der Song Hit Between the Eyes ist im Abspann des Films Freejack – Geisel der Zukunft als Soundtrack verwendet worden, weshalb auf einigen Ausgaben der Single auch dieser zweiminütige Filmmusikausschnitt vertreten ist. Der Text handelt von einer „Gefahrenzone“ („dangerzone“), aus der man nur schwer lebendig hinaus kommt. Dort wird mit einer 45er-Schusswaffe gedroht, mit der man sich nicht anlegen sollte. Der Erzähler meint zwar, er sei bereit für diesen Schlag zwischen die Augen („hit between the eyes“), gleichzeitig beteuert er jedoch auch er sei viel zu jung zu sterben (I'm much too young to die), doch irgendjemand wird ihn schon wieder rausboxen („someone get me out of here alive“). Von allen elf Liedern des Albums spiegelt dieser wohl am ehesten das internationale Lebensgefühl der Amerikaner wider.

### Money and Fame
Money and Fame handelt von einer egoistischen und selbstverliebten Freundin des Erzählers, welcher ihr zu erklären versucht, dass sie nichts über das Lieben und Geben weiß („you know nothing about loving“, „you nothing about giving“) und dass sie ein gefährliches Spiel spielt („you play a dangerous game“). Sie spiele mit Gefühlen („you play, play with emotions“) und kann ihre eigenen Emotionen nicht zeigen („when will, will you show your feelings“), sie sei nur ausschließlich auf Geld und Ruhm aus („all you want is money and fame“) und würde dabei menschliche Ideale wie die Liebe völlig außer Acht lassen.

### Crazy World
Das Titelstück des Albums beinhaltet die Kernaussage „Wir leben in einer verrückten Welt“. Hingegen des Liedes bezieht sich der Titel des Albums dabei hauptsächlich auf die politische Entwicklung der Welt (siehe Interviewausschnitt mit Herman Rarebell im Absatz „Albumtitel“). Im Lied selber ist es eher der triste Alltag, welcher für den Erzähler die Welt so verrückt erscheinen lässt. Weitere angesprochene Gründe sind die überwiegend negativen Neuigkeiten bzw. Ereignisse aller Art sowie die Macht der Regierung. Völlig frei von politischer Kritik ist der Text jedoch nicht, denn in einer Zeile heißt es „Bust my balls for the tax man, so what else can I say, they spent our money on missiles, for the third world war“ (zu deutsch: „(Ich) sprenge meine Kanonenkugel für das Finanzamt, also was kann ich noch sagen, die geben unser Geld für Raketen für einen dritten Weltkrieg aus“).

### Send Me an Angel
Mit Send Me an Angel schließt das Album, wie von anderen Scorpions-Alben nicht anders gewohnt, mit einer tragenden und gefühlvollen Ballade. Das Lied handelt von einem verlassenen Mann, welcher sich im Land des Morgensterns („in the land of the morning star“) verirrt hat. Ein weiser Mann („the wise man“) hilft ihm jedoch mit nützlichen Ratschlägen (zum Beispiel auf den Ruf seines Herzens zu hören oder sich bei der Suche nach den Rosen vor den Dornen in Acht zu nehmen) den richtigen Weg nach Hause zu finden, der Erzähler fragt derweil seine Geliebte, ob sie ihm einen Engel schicken wird („will you send me an angel“). Auch dieser Song wurde als Single veröffentlicht und enthielt als B-Seite den Titeltrack Crazy World. Ein dazu passendes Musikvideo wurde ebenfalls veröffentlicht. Als Nachfolgesingle von Wind of Change erreichte der Song Platz 5 der deutschen Single-Charts.

### Singleauskopplungen
Als erste Single wurde kurz vor Erscheinen des Albums Tease Me Please Me veröffentlicht. Im Frühjahr 1991 folgte die Single Don’t Believe Her und im April 1991 erschien mit der dritten Single Wind of Change schließlich die Single, die das Ansehen der Band und den Erfolg des gesamten Albums maßgeblich beeinflussen sollte: Wind of Change erreichte zwar in Deutschland in seiner ersten Chartwoche nur Platz 47, aber schon wenige Wochen später kletterte die Single bis auf Platz 1, wo sie insgesamt 11 Wochen verweilen sollte. Der Titel war in insgesamt elf Ländern zum Nummer-eins-Hit avanciert und wurde zur weltweit meistverkauften Single des Jahres 1991. Mit der nächsten Single Send Me an Angel, welche im Herbst 1991 erschien, hatten die Scorpions einen weiteren Top-10-Hit in Deutschland. Die fünfte Single Hit Between the Eyes konnte jedoch keinen nennenswerten Erfolg verbuchen.

## Alternativversionen und Liveaufnahmen
Im Jahr 2013 wurde Crazy World als Deluxe Edition mit fünf zusätzlichen Tracks, darunter Wind of Change auf Russisch und Spanisch, und einer Live-DVD neu veröffentlicht. Im Laufe der Jahre sind mehrere unterschiedliche Versionen verschiedener Scorpions-Songs veröffentlicht worden, wovon auch einige Lieder aus dem Crazy-World-Album betroffen sind. So wurde bereits im Jahr 1991 der weltweite Erfolgshit Wind of Change auch in einer russischen (Ветер Перемен) und in einer spanischen Version (Viento De Cambio) zusammen als eigenständige Single veröffentlicht. Diese erreichte Platz 38 der deutschen Single-Charts. Für ihr Projekt Moment of Glory spielten die Scorpions im Jahr 2000 mehrere ihrer Songs zusammen mit den Berliner Philharmonikern, einem der größten klassischen Orchesters Deutschlands, erneut ein. Neben einer neuen Version von Wind of Change interpretierten sie auch Send Me an Angel neu, woran auch der italienische Sänger Zucchero mitwirkte. Für ihr darauffolgendes Album Acoustica im Jahr 2001 präsentierten sie zahlreiche ihrer Songs nur mit akustischen Instrumenten und ohne elektrische Verstärkung in einem portugiesischen Kloster. Dabei spielten sie u. a. Send Me an Angel, Wind of Change sowie Tease Me Please Me. Letzterer ist jedoch lediglich auf der Konzert-DVD, nicht aber auf dem dazugehörigen Album zu finden.
Auf ihrem dritten Livealbum, welches 1995 unter dem Titel Live Bites erschien, waren insgesamt drei Live-Aufnahmen der Songs von Crazy World vertreten: Tease Me Please Me, Crazy World und Wind of Change. Eine weitere Liveversion eines Songs von Crazy World wurde außerdem von Hit Between the Eyes auf der gleichnamigen Single bzw. auf der Single Under the Same Sun veröffentlicht. Des Weiteren sind auf einem limitierten Concert-Stick (USB-Stick mit vorbespielter Konzertaufnahme) des Konzerts vom 2. Oktober 2009 in der Grugahalle in Essen (Titel: A Night to Remember – Live in Essen) u. a. die Songs Send Me an Angel (erste offizielle Audio-Liveaufnahme des Songs im Original), Tease Me Please Me und Wind of Change vertreten.

### Konzertfilm

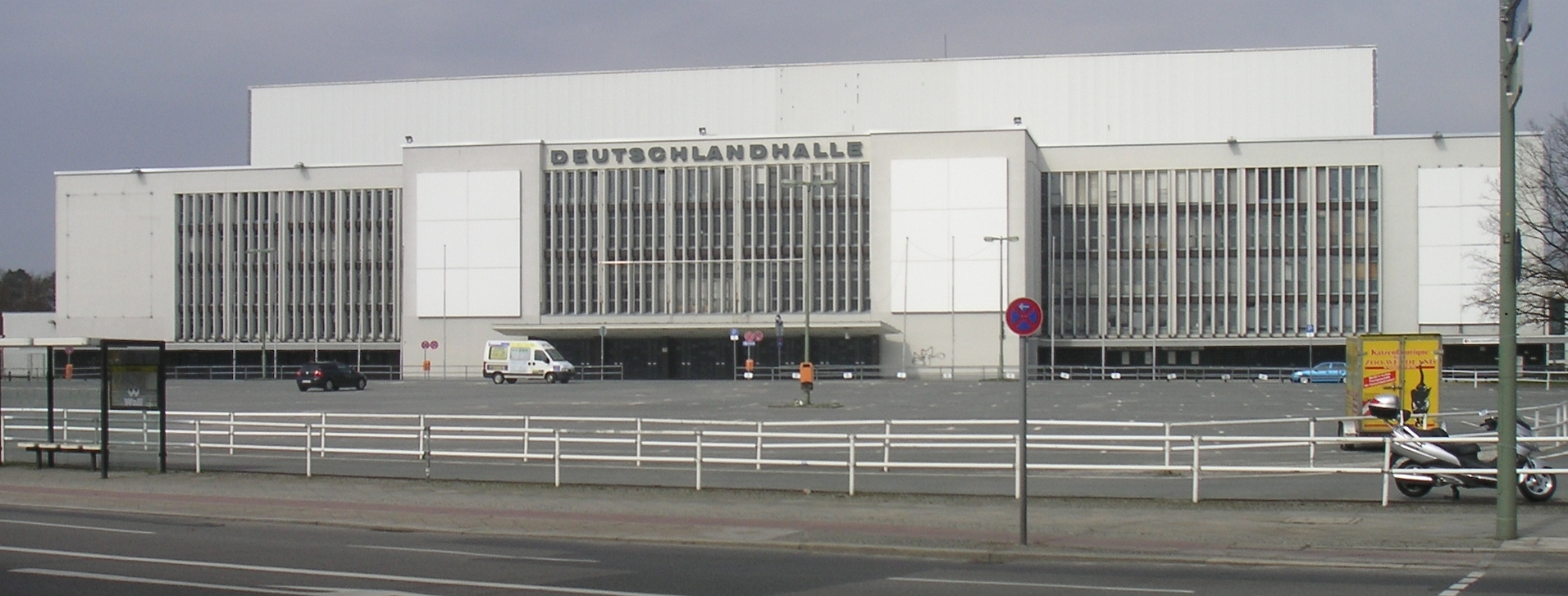
Das Video wurde in der Deutschlandhalle im Jahr 1991 bei zwei Konzerten der Band aufgezeichnet (2006)

Im November 1991 wurde ein Jahr nach dem Album eine VHS mit dem Titel Crazy World Tour Live... Berlin 1991 veröffentlicht, welche eine Konzertaufzeichnung von einem Auftritt in der Berliner Deutschlandhalle, die bereits Ende des Jahres 1990 aufgezeichnet wurde, mit folgenden Titeln enthält:
1. Bad Boys Running Wild
2. Hit Between the Eyes
3. Tease Me Please Me *
4. Can't Explain
5. The Zoo
6. Don’t Believe Her *
7. Rhythm of Love
8. Crazy World
9. Can't Live Without You
10. Blackout
11. Dynamite
12. Lust or Love
13. Send Me an Angel *
14. Big City Nights
15. Rock You Like a Hurricane
16. Wind of Change *

Die Liveaufnahmen, mit Ausnahme von Rock you Like a Hurricane und Big City Nights, wurden auch auf die DVD A Savage Crazy World (2002) übertragen. Die Songs Tease Me Please Me, Don’t Believe Her, Send Me an Angel und Wind of Change, allesamt Songs die auf Crazy World zu finden sind, sind hier jeweils als Musikvideo enthalten. Auch die DVD der Deluxe Edition des Albums, die 2013 veröffentlicht wurde, enthält dasselbe Material. Am 30. August 2024 wurden die Liveaufnahmen des Konzertfilmes auf dem offiziellen Youtube-Kanal der Band veröffentlicht.

## Statistik
Crazy World war das letzte Scorpions-Studioalbum für 17 Jahre, welches in derselben Besetzung (die bereits seit 1978 bestand) aufgenommen worden ist, wie der Vorgänger – in diesem Fall Savage Amusement (1988). Auch vom Abstand der Veröffentlichungen her ist seither nie wieder ein Album mit einem vergleichbaren Abstand (zweieinhalb Jahre) auf den Vorgänger gefolgt – seit Crazy World erscheint ein neues Scorpions-Studioalbum in der Regel alle drei Jahre.
Auch hinsichtlich der Textautoren ist es neben Humanity – Hour I das differenzierteste Album. Lediglich zwei Songs wurden wie die meisten Lieder der Band von Rudolf Schenker und Klaus Meine geschrieben, die anderen Songs teilen sich auf unterschiedlichste Art und Weise unter mehreren Bandmitgliedern und Jim Vallance auf. Textlich bot Crazy World auch für mehrere Bandmitglieder ein Debüt: So ist Wind of Change Klaus Meines erstes vollständig selbst geschriebenes Lied überhaupt, und auch Rudolf Schenker wirkte hier erstmals auch bei einem Songtext mit (Crazy World). Weiterhin schrieb Bassist Francis Buchholz mit Kicks After Six das erste (und letzte) Mal eine Komposition für die Scorpions (in Zusammenarbeit mit Jim Vallance). Insgesamt waren an dem Songwriting der elf vertretenen Songs sechs Komponisten beteiligt, lediglich an Humanity – Hour I arbeiteten sieben Komponisten mehr und damit die höchste Anzahl an Songwritern für ein Scorpions-Album mit. Crazy World war außerdem das erste Album der Band, welches mit einer Spieldauer von 53 Minuten für das Medium der Audio-CD konzipiert wurde. Aufgrund des großen Erfolges erschien dennoch im Jahr 1993 in den USA eine Vinyl-Ausgabe des Albums, jedoch ohne zeitlichen Musikverlust. Zudem ist es bislang auch das letzte Studioalbum der Band, welches nicht mit Bonustracks in ausgewählten Ländern arbeitet, die Titelliste dieses Albums ist in allen Ländern übereinstimmend. Besonders in Deutschland markiert dieses Album für die Band einen Höhepunkt des Erfolges: So ist es hier bis heute nicht nur das einzige Album, das es bis auf Platz 1 der Album-Charts geschafft hat, sondern auch ihre einzigen beiden Top-10-Singles (Wind of Change, Send Me an Angel) stammen beide aus dem Crazy-World-Album, nach dem Ausscheiden von Francis Buchholz schaffte es kein Scorpions-Song mehr in die Top-10 der deutschen Single-Charts. Somit repräsentiert das Album Crazy World auch das Ende der erfolgreichsten Besetzung der Scorpions, die von 1978 bis 1992 unverändert Bestand hatte: Francis Buchholz, Matthias Jabs, Klaus Meine, Rudolf Schenker und Hermann Rarebell.
Des Weiteren sind von diesem Album lediglich drei Lieder (To Be with You in Heaven, Lust or Love und Money and Fame) nicht als Single bzw. B-Seite einer Single erschien. Außerdem wurden ganze zehn der elf Songs auf der Compilation Classic Bites (2002) wiederverwendet. Nie wieder wurden derartig viele Songs des gleichen Albums auf einer einzigen Scorpions-Compilation wiederveröffentlicht, auch nicht auf denen, die mehr als nur eine CD umfassen, wie etwa die 3-Disc-Box-Sets Box of Scorpions (2004) und The Platinum Collection (2005).

## Mitwirkende und Equipment

### Band
- Gesang, Pfeifen (Wind of Change): Klaus Meine
- Rhythmusgitarre: Rudolf Schenker
- Leadgitarre, Akustikgitarre (Send Me an Angel): Matthias Jabs
- Bass: Francis Buchholz
- Schlagzeug: Herman Rarebell

### Gastmusiker
- Keyboards: Jim Vallance (Send Me an Angel), Koen VanBaal (Wind of Change)
- Bandengesang: Roy Teysse, Dries Van Der Schuyt, Ria Makker, Gerard v. d. Pot, Louis Spillman, Wolfgang Praetz, Inka Esser, Claudia Frohling, Cliff Roles, Peter Angmeer, Tony Ioannoua, Jim Lewis, Erwin Musper, Keith Olsen (Tease Me Please Me)
- Knallgesang: Marcel Gelderblom, Mirjam Erftemeijer, Henk Horden, Patrick Ulenberg, Erwin Musper, Keith Olsen (Crazy World)

### Stab
- Produktion: Keith Olsen, Scorpions
- Technik: Keith Olsen, Erwin Musper
- Mischung: Keith Olsen, Shay Baby, Erwin Musper
- Technischer Assistent: Shay Baby (Goodnight L.A. Studios), Attie Bauw (Wisseloord Studios)
- Zweiter Assistent: Tom Fletcher (Goodnight L.A. Studios), Albert Boekholt (Wisseloord Studios)
- Gestaltung und Ausstattung: Po von Hipgnosis und Icon von Hollywood & London
- Fotografie: Wanelle Fitch, Richard Evans
- Gruppenfoto: Ross Halfin
- Mastering: Greg Fulginiti

### Verwendete Instrumente
- Francis Buchholz: Warwick-Bassgitarren, Ampeg SVT Verstärker
- Herman Rarebell: Yamaha-Schlagzeug, Paiste-Becken
- Rudolf Schenker: Gibson-Gitarren, Marshall-/Rivera-Verstärker, Shadow-Gitarrensynthesizer
- Matthias Jabs: Gibson- und Fender-Gitarren, Marshall- und Soldano-Verstärker

## Kritiken
Die HiFi-Zeitschrift Audio schrieb zu Crazy World folgendes: „Von den Exzessen wirklicher Schwermetall-Bands wie AC/DC sind die deutschen Scorpions Lichtjahre entfernt. Mindestens aber kündigt das erste Album für die neue Marke von mehr Power und frischem Dampf. Vor allem Sänger Klaus Meine strapaziert sich bis zum Anschlag, ohne selbst bei härtester Gangart (Kicks After Six, Hit Between the Eyes) an die Leistungsgrenze zu kommen. Send Me an Angel, schönste unter zweieinhalb Balladen, hat selbst in einem Land, dessen Rundfunk Heavy-Rock unterschlägt, Hit-Chancen.“ Zu dem Song Wind of Change schrieb die BILD-Zeitung in ihrer Ausgabe vom 3. Juni 1991 den Satz „Danke, Scorpions – für die Ballade vom Fall der Mauer.“
Außerdem schrieb die Stereoplay: „Mit Crazy World kehren die Skorpione zur Giftigkeit früherer Tage à la Virgin Killer oder Blackout zurück. Statt radiogeglätteter Refrains servieren die Hannoveraner jetzt ausgesprochen rohe Hardrock-Kost. Die für ein Scorpions-Album obligatorischen Balladen fehlen nicht (Wind of Change, Send Me an Angel). Aber viele Kompositionen können nicht überzeugen.“
Götz Kühnemund vergab im Fachmagazin Rock Hard acht von zehn möglichen Punkten und schrieb dazu: „Dass das letzte Studiowerk der Scorpions, Savage Amusement, nicht das Nonplusultra war, steht außer Frage. Vielleicht sind aber gerade kreative Flops für eine Band, die so lange im Geschäft ist wie die Scorpions, ungeheuer wichtig, weil sie eingefahrene Konzepte bloßstellen und die Chance für einen Neuanfang bieten. Im Lager der Scorpions hat man zweifellos die Konsequenzen gezogen. Das Kapitel Dieter Dierks ist endgültig abgeschlossen, und so müssen die Scorpions nach langer Zeit beweisen, dass sie auch mit einem anderen Produzenten Erfolge vorweisen können. Nimmt man Crazy World als Maßstab, werden sich die Jungs noch einiges Edelmetall sichern können, denn der Qualitätsunterschied zu Savage Amusement ist enorm. Die Gitarren stehen endlich wieder im Vordergrund, das Songmaterial klingt frisch, und man muß schon taub sein, um nicht zu erkennen, dass hier im Prinzip eine ganz andere Band am Start ist als noch vor zwei Jahren. Zwar würde ich mich davor hüten, Crazy World als Nachfolger solcher Klassiker wie Lovedrive oder Blackout zu bezeichnen, aber empfehlenswert ist das neue Teil auf jeden Fall. Highlights: Lust or Love (typischer Scorpions-Rocker mit Chartambitionen), das Titelstück Crazy World und die Superballade Wind of Change.“

## Kommerzieller Erfolg

### Chartplatzierungen
Das Album verkaufte sich bisher weltweit über 15 Millionen Mal und ist mit damit das weltweit kommerziell erfolgreichste Album der Band. Es gilt als das meistverkaufte Album des Jahres 1991 und erreichte in Deutschland Doppel-Platin-Status für eine Million verkaufte Alben, wo es ganze 80 Wochen in den Album-Charts verblieb – 7 Wochen davon alleine auf der Spitzenposition. In den nordamerikanischen Billboard-Top 200 gelangte es auf Platz 21 und wurde am 24. Juli 1991 mit Platin ausgezeichnet, 73 Wochen war das Album in den US-Charts gelistet. Im Jahr 1995 erreichte es dort Multiplatin für 2 Millionen verkaufte Exemplare. In den österreichischen Charts hielt sich das Album 2 Wochen auf Platz 1 und 27 Wochen in den Charts.
| ChartsChartplatzierungen       | Höchstplatzierung | Wochen |
| ------------------------------ | ----------------- | ------ |
| Deutschland (GfK)              | 1 (78 Wo.)        | 78     |
| Österreich (Ö3)                | 1 (27 Wo.)        | 27     |
| Schweiz (IFPI)                 | 3 (63 Wo.)        | 63     |
| Vereinigte Staaten (Billboard) | 21 (73 Wo.)       | 73     |
| Vereinigtes Königreich (OCC)   | 27 (7 Wo.)        | 7      |

| ChartsJahrescharts (1991) | Platzierung |
| ------------------------- | ----------- |
| Deutschland (GfK)         | 1           |
| Österreich (Ö3)           | 6           |
| Schweiz (IFPI)            | 1           |

| ChartsJahrescharts (1992) | Platzierung |
| ------------------------- | ----------- |
| Deutschland (GfK)         | 50          |

### Auszeichnungen für Musikverkäufe
| Land/Region                  | Auszeichnungen für Musikverkäufe (Land/Region, Auszeichnung, Verkäufe) | Verkäufe    |
| ---------------------------- | ---------------------------------------------------------------------- | ----------- |
| Deutschland (BVMI)           | 2× Platin                                                              | 1.000.000   |
| Europa (IFPI)                | Platin                                                                 | (1.000.000) |
| Finnland (IFPI)              | Gold                                                                   | 40.716      |
| Italien (FIMI)               | Gold                                                                   | 100.000     |
| Kanada (MC)                  | 2× Platin                                                              | 200.000     |
| Mexiko (AMPROFON)            | Gold                                                                   | 100.000     |
| Niederlande (NVPI)           | Gold                                                                   | 50.000      |
| Norwegen (IFPI)              | Gold                                                                   | 25.000      |
| Österreich (IFPI)            | Platin                                                                 | 50.000      |
| Schweiz (IFPI)               | 3× Platin                                                              | 150.000     |
| Vereinigte Staaten (RIAA)    | 2× Platin                                                              | 2.000.000   |
| Vereinigtes Königreich (BPI) | Silber                                                                 | 60.000      |
| Insgesamt                    | 1× Silber · 5× Gold · 11× Platin ·                                     | 3.775.716   |

Hauptartikel: Scorpions/Auszeichnungen für Musikverkäufe